# براک آدامز
براک آدامز (به انگلیسی: Brockman Adams) سناتور سابق عضو حزب دموکرات ایالات متحده آمریکا بود. وی در سال ۱۹۸۷ تا ۱۹۹۳ میلادی سناتور ایالت واشینگتن در سنای ایالات متحده آمریکا بود.